# زانيكلية
الزِّنشيل أو الزِّنِّيشِيلِية أو الزانيكلية (الاسم العلمي: Zannichellia) هي جنس من النباتات تتبع الفصيلة المزمارية من رتبة المزماريات. سمي هذا الجنس من قبل عالم النبات السويدي كارل لينيوس (بالإنجليزية: Carl Linnaeus)‏ تكريماً لعالم النبات الإيطالي جيان جيرولامو زانيكلي (1661-1729) (بالإنجليزية: Gian Girolamo Zannichelli)‏.

## أنواع الزانيكلية
- زانيكلية أنديزية
- زانيكلية أشرسونية
- زانيكلية متلوية
- زانيكلية كبيرة
- زانيكلية مفلطحة الأوراق
- زانيكلية سبخية
- زانيكلية درعية
- زانيكلية درنية